# Drepanosticta hamalaineni
Drepanosticta hamalaineni là loài chuồn chuồn trong họ Platystictidae. Loài này được Villanueva, Van Der Ploeg & Van Weerd mô tả khoa học đầu tiên năm 2011.